# ابراهیم نهروانی
ابراهیم بن دینار نهروانی، همچنین شهرت‌یافته به رزّاز و لقب‌گرفته به ابوحکیم (۱۰۸۷–۱۱۶۱م) فقیه حنبلی عراقی بود. پیشهٔ اصلی‌اش دوزندگی بود و از همین راه درآمد داشت. از اهالی بغداد بود. نوشته‌هایی در فقه دارد مانند شرح الهدایة که در نه جلد نگاشت و آن را پایان نبرد.